# Cazenus funestus
Cazenus funestus är en insektsart som beskrevs av Beamer 1937. Cazenus funestus ingår i släktet Cazenus och familjen dvärgstritar. Inga underarter finns listade i Catalogue of Life.